# Bernhard Meller
Bernhard Meller (* 25. Dezember 1880 in Köln-Eil; † 1971) war ein römisch-katholischer Geistlicher und Bibliothekar.

## Leben
Bernhard Meller empfing am 11. August 1907 in Köln die Priesterweihe. Von 1910 bis 1913 studierte er an der Albertus-Magnus-Akademie, der Philosophisch-Theologischen Hochschule der Dominikaner in Walberberg Katholische Theologie und scholastische Philosophie sowie Kirchenrecht (Dr. iur. can.).
Nach einem weiteren Studium in Rom wurde er am 25. Juli 1919 bei Clemens Baeumker mit der Arbeit Glauben und Wissen nach Peter von Ailly zum Dr. theol. promoviert. Meller war Privatgelehrter und galt als Experte für das Leben und Werk von Peter von Ailly und hatte eine private umfangreiche Sammlung und Bibliothek aufgebaut, unter anderem mit dem „Tractatus de anima“ (Traktat über die Seele) aus dem Jahre 1503. Seine ca. 720 Bände umfassende Sammlung spätscholastischer Texte in Drucken des 16. und teilweise des 17. Jhs. sind Schriften von Johann von Jandun, Thomas ab Argentina, Richard von Mediavilla, Heinrich von Gent, Durandus von St. Pourçain, Guillelmus de Alvernia, Petrus de Alliaco, Alexander von Hales, Franciscus Suarez und Franciscus Toletus zu finden.
Er war ab 19. Februar 1924 als Bibliothekar in Köln tätig.
1956 wurde er von Kardinal-Großmeister Nicola Kardinal Canali zum Ritter des Ritterordens vom Heiligen Grab zu Jerusalem ernannt und am 8. Dezember 1956 in Köln durch Lorenz Jaeger, Großprior der deutschen Statthalterei, investiert. Er gehörte der Komturei Köln an.

## Schriften
- Glauben und Wissen nach Peter von Ailly, 1922
- Studien zur Erkenntnislehre des Peter von Ailly. Beigefügt: Aillys Traktat de materia concilii generalis. Freiburg: Herder 1954. (Freiburger theologische Studien; 67)